# Ясенська Переправа
Ясенська Переправа — селище в Єйському районі Краснодарського краю, входить до складу Ясенського сільського поселення.
Розташоване за 13 км на схід від станиці Ясенської. Селище розташоване на піщаній косі між Ханським озером і Бейсузьким лиманом Азовського моря.
| Росія | Це незавершена стаття з географії Росії. Ви можете допомогти проєкту, виправивши або дописавши її. |